# Wheatley, Oxfordshire
Wheatley är en by och civil parish i South Oxfordshire i Oxfordshire i England. Orten har 3 913 invånare (2011).